# Liponeura cortensis
Liponeura cortensis är en tvåvingeart som beskrevs av Giudicelli 1963. Liponeura cortensis ingår i släktet Liponeura och familjen Blephariceridae. Inga underarter finns listade i Catalogue of Life.